# Zayn al-Abidin
Zayn al-Abidin (Ornament dels Fidels) fou el nom de regne del sultà de Caixmir Shahi Khan ibn Iskandar, el més important de la branca de Shah Mir Swati. Fou conegut també com a Bud Shah (Gran Rei). El seu govern fou entre el 1420 i el 1470.
Va succeir el seu pare Sikandar Butshikan que perseguia als hindús per forçar la seva conversió i destruïa els seus temples. Va autoritzar la reconstrucció dels temples, va aturar les persecucions i va abolir la djizya. La seva acció política i militar fou ferma i va restablir la seguretat i la prosperitat. Va encoratjar gran nombre d'activitats econòmiques i va fer diverses construccions d'utilitat com canals de reg. Fou a més poeta.